# Promachus madagascarensis
Promachus madagascarensis är en tvåvingeart som beskrevs av Stanley Willard Bromley 1942. Promachus madagascarensis ingår i släktet Promachus och familjen rovflugor.
Artens utbredningsområde är Madagaskar. Inga underarter finns listade i Catalogue of Life.